# Grace Gao
Grace Gao (1993), también conocida como Grace Geng, es una defensora de derechos humanos china. Es hija de un abogado de derechos humanos chino y disidente encarcelado Gao Zhisheng. Ella y su familia han sido espiadas, golpeadas e intimidadas por las autoridades chinas. Da conferencias a nivel internacional para promover el libro de su padre Una China más justa y para llamar la atención sobre su caso (actualmente, está desaparecido por las autoridades chinas), así como para denunciar los abusos de los derechos humanos en China.

## Trayectoria
Gao era escoltada a la escuela todos los días por policías que la seguían a donde quiera que fuera. Se autolesionó debido a su angustia por sus experiencias y, a los 17 años, tenía tendencias suicidas, e intentó quitarse la vida en varias ocasiones. Le resultaba difícil entender las decisiones de su padre.
Después de que el gobierno prohibiera a Gao que asistiera a la escuela, su madre decidió sacarla a ella y a su hermano de forma clandestina de China. El 9 de enero de 2009, huyeron a Tailandia en motocicleta y autobús (escondidos en el depósito de equipajes), y luego se dirigieron a Estados Unidos, donde recibieron asilo político. En Nueva York, Grace se sometió a seis meses de tratamiento hospitalario por problemas de salud mental, pero aun así le seguía resultando difícil confiar en la gente. Aprendió a comprender a su padre y a apoyarlo.
Aprendió inglés después de llegar a Estados Unidos, y terminó el instituto a los 20 años. Posteriormente, estudió economía en una universidad californiana. Actualmente, está inscrita en la universidad.

## El arresto de Gao Zhisheng
Tras la dimisión del padre de Gao del Partido Comunista de China en 2005 y sus acusaciones de que el gobierno estaba dirigiendo "técnicas de lavado de cerebro" extrajudiciales para ocuparse de los seguidores de la práctica espiritual religiosa china Falun Gong, la familia de Gao fue puesta bajo vigilancia policial las 24 horas del día. Durante varios años, su padre recibió amenazas de muerte y, según Amnistía Internacional, en 2006 escapó de un intento de asesinato. El 15 de agosto de 2006, Gao Zhisheng desapareció mientras visitaba a la familia de su hermana y fue arrestado oficialmente el 21 de septiembre de 2006. Su familia fue golpeada.
Este fue el comienzo de una serie de detenciones y desapariciones forzadas que Gao Zhisheng experimentó en los años siguientes. Fue torturado mientras estaba bajo custodia y sigue bajo arresto domiciliario. Gao fue intimidada y acostada en la escuela por el trabajo de su padre y se advirtió a otros estudiantes que no hablaran con ella. Los agentes de seguridad que la escoltaban a la escuela revisaban su mochila cada mañana argumentando que llevaba "artículos peligrosos o prohibidos", desordenando el contenido de su bolsa escolar. También la golpeaban.
En 2016, visitó Hong Kong para presentar las memorias de su padre y se reunió con funcionarios de las Naciones Unidas en Ginebra. Asistió al Oslo Freedom Forum en mayo de 2017, donde dio una conferencia sobre "Una China más justa". Y en octubre se reunió con funcionarios del Reino Unido para discutir el caso de su padre. En 2018, en una carta abierta a Angela Merkel, pidió a la Canciller alemana que hablara en nombre de su padre durante una visita de Estado a China.